# Ликава (замок)
Замок Ликава (словац. Likava), также Ликавский замок (Likavský hrad) — руины замка в окрестностях села Ликавка, округ Ружомберок, самый большой замок в Липтове. Основной задачей замка была охрана важного пути из Поважья в Ораву и Польшу.

## История
Первое письменное упоминание о замке датируется 1315 годом, когда венгерский король Карл Роберт подарил его жупану Дончу. В 1431—1434 годах замок находился в руках гуситского гарнизона. Позже владельцами замка были Янош Хуньяди, Петер Коморовский, Запольяи, Пекри, Ян Крушич, Иллешхази и Тёкёли. После подавления восстания Имре Тёкёли замок перешёл в ведение казны.

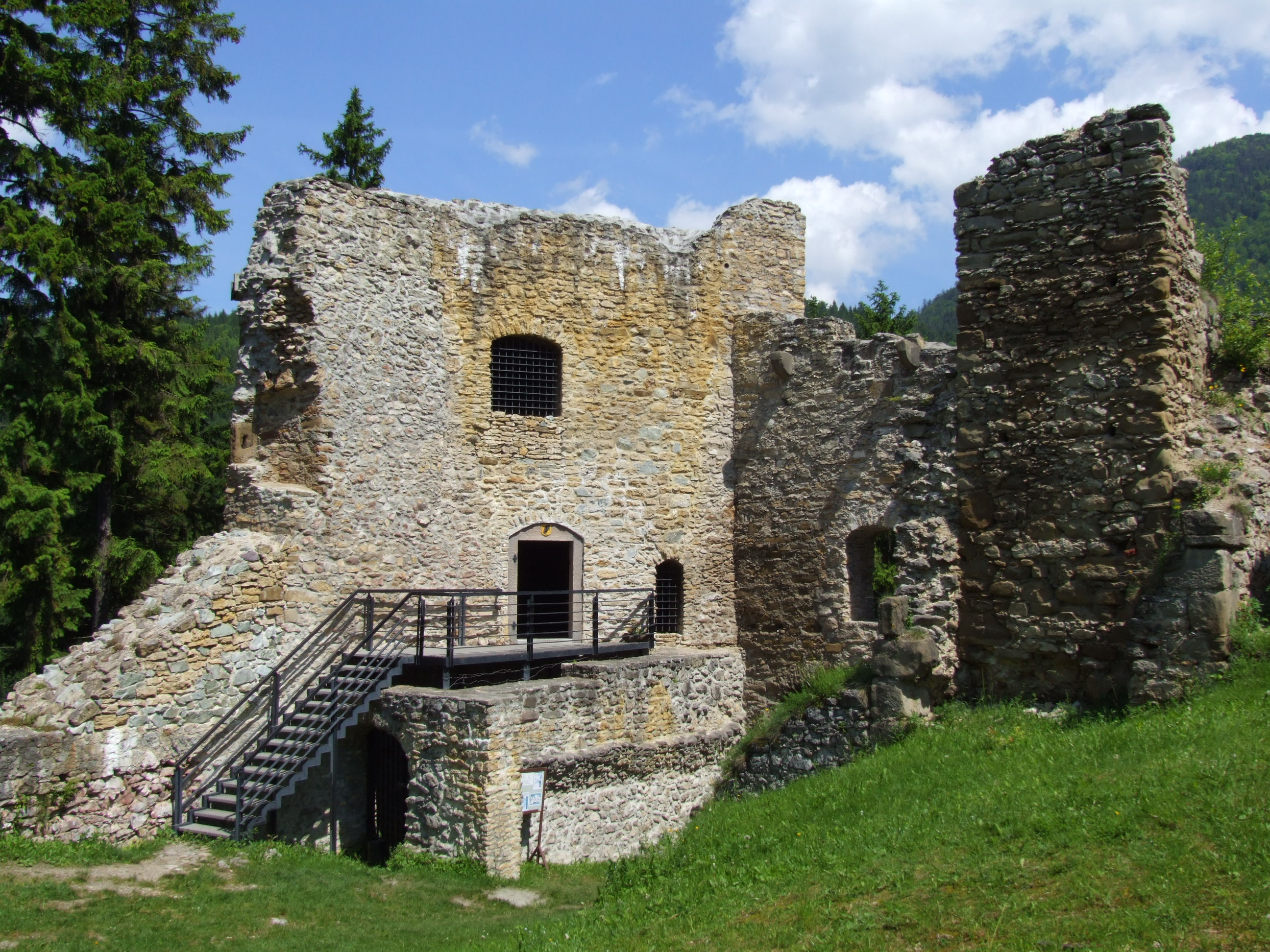
Замок Ликава

В 1447 году стал престольным замком и центром королевского замкового владения Ликава, к которому относились следующие города и городки: Ружомберок, Немецка-Люпча (ныне Партизанска-Люпча), Липтовски-Трновец, Селница, Бобровец и ещё семнадцать населённых пунктов. К первоначальному ядру замка после 1435 года был пристроен нижний замок, во второй половине XV века — готический верхний замок. После 1533 года замок был перестроен в ренессансном стиле. Обширные строительные реконструкции были совершены в 1642—1700-х годах: возведены новые укрепления с 5 бастионами. В 1670 году замку нанесла значительный ущерб императорская армия. Позже замок использовался как военное общежитие и престольная тюрьма (1685). В начале XVIII века замок был захвачен представителями рода Ракоци. В 1707 году замок был завоёван и разрушен императорскими войсками.
В настоящее время находится в ведении Липтовского музея. В бастионе Хуньяди действует постоянная экспозиция по истории замка.

## Внешние ссылки
- Сайт посёлка Ликавка (словац.)
- ОЗ Хортус де Ликава (словац.)
- Muzeum.sk — информация (словац.)
- Замок Ликава — самый большой замок Липтова (словац.)